# June Bacon-Bercey
June Esther Bacon-Bercey (née Griffin, 23 octobre 1928 - 3 juillet 2019) est une experte internationale américaine en météorologie et en aviation qui a travaillé pour la National Oceanic and Atmospheric Administration, le National Weather Service et la Commission de l'énergie atomique des États-Unis.
Elle est la première femme afro-américaine à obtenir un diplôme en météorologie et la première présentatrice météo à la télévision diplômée en météorologie aux États-Unis,.

## Biographie

### Enfance et formation
June Bacon-Bercey est née et grandit à Wichita, au Kansas, en 1928,, Son père était avocat et sa mère enseignante de musique. Son père est décédé lorsqu'elle est jeune, et sa mère s'est remariée et a déménagé en Floride, la laissant être élevée par une tante et un oncle. Elle était une enfant unique qui aimait faire du vélo, de la randonnée, jouer du piano et participer aux activités des scouts. On attribue à un enseignant de physique du secondaire le mérite d'avoir remarqué l'intérêt de Bacon-Bercey pour le déplacement de l'eau et la flottabilité et de l'avoir encouragée à poursuivre une carrière en météorologie.
Elle fréquente d'abord un collège privé près de chez elle avec l'intention de se spécialiser en mathématiques, mais elle quitte l'université Friends après deux ans pour poursuivre un diplôme en météorologie. Elle fréquente ensuite l'université de Californie, Los Angeles (UCLA), qui était à l'époque l'une des rares écoles du pays à offrir un diplôme de quatre ans en sciences atmosphériques, et y obtient son baccalauréat en science (B.Sc.) en 1954 et sa maîtrise (M.Sc.) en 1955,,. Elle a dû faire face à de l'opposition et surmonter le découragement dans la poursuite de son diplôme, comme elle l'a déclaré lors d'une interview en 1977 pour un article du Baltimore Sun : « Lorsque j'ai choisi ma matière principale, mon conseiller, qui est toujours à l'U.C.L.A., m'a conseillé de m'orienter vers les arts ménagers... J'ai eu un D en arts ménagers et un A en thermodynamique, ». Bacon-Bercey devient la première femme afro-américaine à se voir décerner un diplôme de météorologie par UCLA.
Elle obtient une maîtrise en administration publique (MPA) de l'école de journalisme de l'université de Californie du Sud en 1979,. À l'âge de 59 ans, elle obtient un diplôme d'enseignement pour pouvoir servir en tant qu'enseignante suppléante du comté pour les cours de mathématiques et de sciences des écoles primaires et secondaires jusqu'à l'âge de 80 ans, avec ses dernières affectations à l'école secondaire Westmoor à Daly City, en Californie,,.

### Carrière
Peu de temps après l'obtention de son diplôme, June Bacon-Bercey déménage à Washington DC pour un poste d'analyste et de prévisionniste météo au sein du National Meteorological Center,, maintenant connu sous le nom de National Weather Service (NWS) de la NOAA.
June Bacon-Bercey poursuit sa carrière en tant qu'ingénieur, lorsqu'elle travaille pour la Sperry Corporation, puis travaille pour diverses organisations fédérales, dont la Commission de l'énergie atomique des États-Unis. Elle a accepté un poste de conseillère principale à la Commission de l'énergie atomique en 1959 en raison de son intérêt à mieux comprendre les effets des bombes à hydrogène et atomiques sur l'atmosphère terrestre. Pendant qu'elle occupait ce poste, elle étudie les modèles de retombées radioactives causées par les détonations nucléaires. Dans les années 1960, June Bacon-Bercey revient au NWS dans ses bureaux de New York en tant que météorologue radar.
En 1971, elle rejoint le poste de télévision WGRZ-TV en tant que reporter d'actualités, rôle dans lequel elle a couvert la mutinerie de la prison d'Attica. En 1972, elle devient la météorologue d'antenne de la station après que le météorologue précédent ait été arrêté pour vol de banque. Elle est rapidement devenue la météorologue en chef de la station. À partir de 1979, June Bacon-Bercey passe près de dix ans en tant qu'administratrice en chef des activités météorologiques de télévision à la National Oceanic and Atmospheric Administration (NOAA) et travaille sur un certain nombre d'autres projets,.

### Activisme
Accroître la participation des femmes afro-américaines à la météorologie et aux sciences géophysiques était un objectif majeur pour June Bacon-Bercey. En 1978, elle publie une analyse des météorologues afro-américains aux États-Unis.
Elle a gagné 64 000 $US en tant que participante à l'émission « The $128,000 Question » en 1977, qu'elle a utilisé pour établir un fonds de bourses d'études pour les jeunes femmes intéressées par les sciences atmosphériques, administré par l'Union américaine de géophysique (AGU),. De 1978 à 1990, 13 femmes (12 étudiantes diplômées, 1 étudiante de premier cycle) ont reçu entre 400 et 500 $US de bourse d'études de l'AGU, la June Bacon-Bercey Scholarship in Atmospheric Sciences for Women,. Cette bourse d'études redémarre en 2021,.
June Bacon-Bercey a siégé au comité de l'AGU sur les femmes et les minorités dans les sciences de l'atmosphère, et a cofondé le comité de l'American Meteorological Society sur les femmes et les minorités, avec Warren M. Washington. En outre, elle a siégé au conseil d'administration du National Consortium for Black Professional Development.
En 2006, June Bacon-Bercey est présentée dans un livre pour les jeunes, June Bacon-Bercey : a meteorologist talks about the weather.

## Honneurs
June Bacon-Bercey est la première femme, ainsi que la première Afro-Américaine, à recevoir le sceau d'approbation de l'American Meteorological Society pour l'excellence de ses bulletins météo télévisés lorsqu'elle travaillait à WGRZ à Buffalo, New York, dans les années 1970.
En 2000, elle est honorée au cours d'une conférence de trois jours à l'université Howard pour ses contributions, notamment l'aide à la création d'un laboratoire de météorologie à l'université d'État de Jackson dans le Mississippi, la dotation d'une bourse d'études et son travail dans les écoles publiques de Californie. Bacon-Bercey a également été nommée par la NASA "Minority Pioneer for Achievement in Atmospheric Sciences".

## Vie personnelle
June Bacon-Bercey s'est mariée trois fois, d'abord à Walker Bacon Jr puis John Bercey et finalement George Brewer. Elle a deux filles, Dawn-Marie et Dail.
Elle décède dans un hospice à Burlingame (Californie) des suites d'une démence fronto-temporale le 3 juillet 2019 à l'âge de 90 ans. Son décès est annoncé six mois plus tard.